# 美国左翼
美国左翼（英語：American Left）是指美国政治光谱中属于左翼的群体或思想。有时，这一术语被用作民主党阵营的代称，而在其他情况下，它指的是那些寻求在美国经济、政治和文化制度中推动平等变革的群体。具有全国影响力的多个子群体活跃于其中。自由主义者和进步主义者认为，平等可以在现有资本主义结构内实现，但他们在对资本主义的批评程度以及改革和福利国家的范围上存在分歧。而无政府主义者、共产主义者和社会主义者则具有国际主义倾向，并在这一宏观运动中占据一席之地。许多公社和平等主义社区作为更广泛的意识社区运动的分支存在于美国，其中一些基于空想社会主义理想。左翼势力曾在不同的历史时期活跃于民主党和共和党内部。

## 政治流派

### 德莱昂主义
- 社会主义劳工党

### 民主社会主义、社会民主主义和进步主义
- 美国民主社会主义者
- 美国社会民主人士
- 美国社会党

### 基督教民主主义
- 美国团结党

### 绿色政治
- 美国绿党

### 马克思列宁主义
- 美国劳工党
- 美国共产党
- 自由道路社会主义组织
- 争取社会主义和解放党
- 进步劳工党
- 美国革命共产党
- 工人世界党

### 托洛茨基主义
- 自由社会党
- 美国革命共产主义者
- 社会主义行动
- 社会主义替代
- 社会主义平等党
- 社会主义工人党
- 团结社
- 斯巴达克同盟/美国